# Антоний (Соколов, Иаков Григорьевич)
Епископ Антоний (в миру — Иаков Григорьевич Соколов; 9 [21] октября 1850, село Свинчус, Касимовский уезд, Рязанская губерния — 20 апреля [3 мая] 1911) — епископ Русской православной церкви, епископ Черниговский и Нежинский.

## Биография
Родился 9 (21) октября 1850 в семье сельского священника села Свинчус Касимовского уезда Рязанской губернии.
Восьми лет был отдан в духовное училище.
В 1864 году поступил в Рязанскую духовную семинарию и обучался в ней до 1870 года.
20 декабря 1870 года поступил на службу по духовно-учебному ведомству в Касимовское духовное училище.
В 1875 году поступил в Московскую духовную академию, которую и окончил в 1879 году со степенью кандидата богословия.
28 сентября 1879 года был назначен преподавателем Киевской духовной семинарии.
С 1879 года был сотрудником Киевского семинарского журнала «Руководство для сельских пастырей».
1 сентября 1883 года пострижен в мантию и определён инспектором Вифанской духовной семинарии, 11 октября — рукоположён во иеромонаха.
4 января 1885 года переведён ректором в Подольскую духовную семинарию.
7 января 1885 года возведён в сан архимандрита.
24 сентября 1889 года хиротонисан во епископа Новгород-Северского, викария Черниговской епархии.
С 19 января 1891 года — епископ Старорусский, викарий Новгородской епархии.
С 21 ноября 1892 года — епископ Кирилловский, викарий Новгородской епархии.
С 3 сентября 1893 года — епископ Черниговский и Нежинский. Будучи епископом Черниговским, в течение последних лет вёл жизнь затворника и отшельника.
При нём в 1896 году совершилось церковное прославление святителя Феодосия Черниговского.
Скончался 20 апреля (3 мая) 1911 года внезапно от паралича сердца. Похоронен под спудом Черниговского Троицкого монастыря в архиерейской усыпальнице.